# Класификација аутомобила
Класификација аутомобила је општи појам који се односи на начин груписања возила у категорије према њиховим техничким и комерцијалним карактеристикама. Класе аутомобила се могу делити према различитим критеријумима: величини, маси, врсти употребе, облика каросерије, мотора, типа мењача, нивоа опреме, нивоа прилагодљивости или трансформације. Сваки аутомобил има одређено трговачко име како би се разликовао од осталих.
Класификација аутомобила може варирати од тржишта до тржишта. Владе и приватне организације развиле су шеме класификације аутомобила које се користе у различите сврхе, укључујући регулацију, опис и категоризацију аутомобила.
Прописи Европске уније су поједноставили ове класификације, успостављајући поткатегорије засноване на функционалним критеријумима за возила која су намењена за превоз путника до осам места поред возача. Сегменти аутомобила је најчешћа класификација, то је класификација коју је одредила Европска комисија. У овој класификацији, сврха, величина и карактеристике возила су одлучујући фактори. То су сегменти: А, Б, Ц или Голф, Д, Е, Ф, С, М, Ј.

## Системи класификација
Следећа табела приказује најчешће коришћене појмове тржишних сегмената и правних класификација.
| Класификација аутомобила            |                    |              |                                                    |                                                        |
| ЕУ сегмент                          | Euro NCAP класе    | US EPA класе | Остали сегменти                                    | Примери                                                |
| Четвороцикл                         | —                  | —            | Микроаутомобил Bubble car                          | Смарт форту, Рено твизи, Гогомобил                     |
| A−сегмент Мали градски аутомобили   | Supermini          | Minicompact  | City car Kei car (Јапан)                           | Застава 750, Пежо 108, Фијат панда                     |
| Б−сегмент Мали аутомобили           | Supermini          | Subcompact   | —                                                  | Форд фијеста, Дачија сандеро, Шкода фабија             |
| Ц−сегмент Нижа средња класа         | Small family car   | Compact      | —                                                  | Хонда сивик, Мазда3, Фолксваген голф                   |
| Ц−сегмент Нижа средња класа         | Small family car   | Compact      | Subcompact executive                               | Ауди A3, BMW серија 1, Мерцедес А класе                |
| Д−сегмент Средња класа              | Large family car   | Mid-size     | —                                                  | Пежо 508, Рено талисман, Фолксваген пасат              |
| Д−сегмент Средња класа              | Large family car   | Mid-size     | Compact executive (U.K.) Entry-level luxury (U.S.) | Алфа Ромео 159, BMW серија 3, Ауди А 4                 |
| E−сегмент Виша (бизнис) класа       | Executive          | Large        | Full-size car (U.S.)                               | Шевролет импала, Крајслер 300, Форд таурус             |
| E−сегмент Виша (бизнис) класа       | Executive          | Large        | Mid-size luxury (U.S.)                             | Ауди A6, BMW серија 5, Мерцедес Е класе                |
| Ф−сегмент Висока (луксузна) класа   | —                  | Large        | Full-size luxury (U.S.) Luxury saloon (U.K.)       | Ауди A8, BMW серија 7, Фолксваген фидеон               |
| С−сегмент Спортски аутомобили       | —                  | —            | Supercar                                           | Бугати вејрон, Ламборгини авентадор, Порше тајкан      |
| С−сегмент Спортски аутомобили       | —                  | —            | Convertible                                        | Шевролет камаро, Мерцедес ЦЛК класе, Фолксваген еос    |
| С−сегмент Спортски аутомобили       | Roadster sports    | Two-seater   | Roadster Sports car                                | BMW Z4, Мазда MX-5, Тесла родстер                      |
| M−сегмент Вишенаменска возила       | Small MPV          | Minivan      | Mini MPV                                           | Опел мерива, Фијат 500Л, Хјундаи ix20                  |
| M−сегмент Вишенаменска возила       | Small MPV          | Minivan      | Compact MPV                                        | Шевролет орландо, Рено сеник, Фолксваген туран         |
| M−сегмент Вишенаменска возила       | Large MPV          | Minivan      | People mover (Аустралија)                          | Крајслер пасифика (РУ), Рено испејс, Ситроен Ц4 пикасо |
| J−сегмент Теренци / кросовери (SUV) | Small off-road 4x4 | Small SUV    | Mini 4x4 (U.K.) Mini SUV (U.S.)                    | Џип ренегејд, Пежо 2008, Сузуки витара                 |
| J−сегмент Теренци / кросовери (SUV) | Small off-road 4x4 | Small SUV    | Compact 4x4 (U.K.) Compact SUV                     | Фолксваген тигуан, Нисан кашкај, Тесла модел Y         |
| J−сегмент Теренци / кросовери (SUV) | Large off-road 4x4 | Standard SUV | Large 4x4 (U.K.) Mid-size SUV (U.S.)               | Џип гранд чироки, Фолксваген туарег, Волво XC90        |
| J−сегмент Теренци / кросовери (SUV) | Large off-road 4x4 | Standard SUV | Full-size SUV (U.S.) Large 4x4 (U.K.)              | Линколн навигатор, Ренџ Ровер, Мерцедес ГЛС класе      |

## Тржишни сегменти

### Микроауто /keiауто
Микроаутомобили и његов јапански еквивалент kei аутомобили су најмања категорија аутомобила.
Микроаутомобили прелазе границу између аутомобила и мотоцикла и често су обухваћени посебним прописима за обичне аутомобиле, што резултира нормалним захтевима за регистрацијом и лиценцирањем. Величина мотора је обично 700 ccm или мање, а могу да имају три или четири точка. Микроаутомобили су најпопуларнији у Европи, где су настали после Другог светског рата. Аутомобили kei се у Јапану користе од 1949. године.
Примери микроаутомобила и kei аутомобила:
- Хонда лајф
- Смарт форту
- Тата нано

### A−сегмент
Најмања категорија возила која су регистрована као нормални аутомобили у Европи се називају А−сегмент, или „градски аутомобил” у Европи и Сједињеним Државама. Америчка агенција за заштиту животне средине дефинише ову категорију возила као „миникомпактни“, али се овај израз не користи често.
Еквиваленти аутомобила у А−сегменту произведени су од раних 1920-их, али популарност ових аутомобила је расла крајем 1950-их, када су представљени оригинални Фијат 500 и Мини.
Примери А−сегмената/градских аутомобила су:
- Фијат 500
- Кија пиканто
- Хјундаи i10
- Тојота ајго

### Б−сегмент
Следећа већа категорија малих аутомобила у Европи се зову Б−сегмент, супермини у Великој Британији и подкомпакт у Сједињеним Државама. Америчка агенција за заштиту животне средине (ЕПА) дефинише величину подкомпактног аутомобила као комбиновану унутрашњост и запремину товарног простора између 85–99 кубних стопа (2410–2800 л). У Европи и Великој Британији, Б−сегмент и супермини категорије немају формалне дефиниције на основу величине. Мањи је од компактног аутомобила, али ипак нуди основне елементе лимузине са четворо врата или хечбека са троја или петора врата сличних димензија.
Први супермини аутомобили у Великој Британији су били Форд фијеста из 1977. године и Воксол шевет. У Сједињеним Државама први локално направљени подкомпактни аутомобили били су 1970. године, AMC Gremlin, Шевролет вега и Форд пинто.
Примери аутомобила из Б−сегмента су:
- Шевролет авео
- Форд фијеста
- Хјундаи асент
- Фолксваген поло

### Ц−сегмент
Највећа категорија малих аутомобила у Европи се зове Ц−сегмент или мали породични аутомобил, а компактни аутомобил у Сједињеним Државама. Америчка агенција за заштиту животне средине дефинише величину компактног аутомобила као комбиновану унутрашњост и запремину терета од 100 до 109 кубних стопа (2800–3100 л).
У пракси су аутомобили Ц-сегмента окарактерисани да имају дужину од 4,15 до 4,5 метра. Најчешћи стилови каросерије за аутомобиле Ц−сегмента су хечбек, седан и караван. Због дефиниције голфа и дугогодишње доминације ове класе, у великом делу Европе често се назива и „голфа класа”.
Примери Ц−сегмента су:
- Хонда сивик
- Форд фокус
- Тојота корола
- Рено меган

### Д−сегмент
У Европи се следећа највећа категорија путничких аутомобила назива Д−сегмент или велики породични аутомобил.
У Сједињеним Државама еквивалентни термин је mid-size аутомобили или аутомобили средње величине. Америчка агенција за заштиту животне средине дефинише аутомобил средње величине као комбиновану унутрашњост и запремину терета од 110 до 119 кубних стопа (3100–3400 л).
Примери Д−сегмента су:
- Шевролет малибу
- Форд мондео
- Кија оптима
- Алфа Ромео 159

### Е−сегмент
У Европи, друга највећа категорија путничких аутомобила је Е−сегмент или бизнис класа, који се обично називају луксузни аутомобили.
У другим земљама, еквивалентни појмови су full-size car или large car (велики аутомобил). Појмови се користе како би се описало да се ради о релативно великим аутомобилима, али који се не сматрају луксузним аутомобилима.
Примери Е−сегмента су:
- Шевролет импала
- Форд фалкон
- Тојота авалон

### Ф−сегмент
Највећа величина луксузног аутомобила позната је као luxury saloon у Великој Британији и full-size luxury car − луксузни аутомобил пуне величине у Сједињеним Државама. Ови аутомобили су класификовани као аутомобили Ф-сегмента у европској класификацији аутомобила.
Варијанте Ф−сегмента имају максимално међуосовинско растојање и сматрају се репрезентативним лимузинама или луксузним аутомобилима премијум марки.
Примери луксузних лимузина:
- BMW серија 7
- Линколн континентал
- Порше панамера

### С−сегмент
С−сегмент је европски сегмент класификације аутомобила за спортске купее. Аутомобили се често описују као спортски аутомобили и еквивалентна Euro NCAP класа назива се „родстер спорт”. Аутомобили С−сегмента имају спортски изглед и обично су дизајнирани да имају врхунско управљање и праволинијско убрзање. Најчешћи стилови каросерије аутомобила С-сегмента су купе и кабриолет.
Спортски аутомобил је аутомобил са двоја врата, често двосед, са изузетним дизајном, побољшаним перформансама, директним управљањем и снажним изражајем сензација. Ови аутомобили су углавном скупи и купују се као други или трећи аутомобил за забавне вожње. Аутомобили са спортским перформансама могу се градити на јединственим платформама или надограђивати верзије обичних аутомобила. Не постоји друга класа аутомобила у којој произвођачи могу имплементирати сва достигнућа и најбоље технологије које су на располагању осим у овој класи.
Уобичајене категорије аутомобила са спортским перформансама су: sports car, sports sedan, supercar, hypercar, hot hatch, sport compact, muscle car, pony car, grand tourer. Дефиниције за ове категорије су често нејасне и аутомобил може бити члан више категорија.

### М−сегмент
М−сегмент су европски сегменти за путничке аутомобиле који су описани као „вишенаменска возила”. Вишенаменска возила обухватају минивенове (звани MPV), комбије (може бити мали, нпр. Фолксваген кеди и велики, нпр. Мерцедес вито) и лака доставна (комерцијална) возила.
Минивен или моноволумен је својом величином углавном већи од каравана, а мањи од комбија. Има једноволуменски облик каросерије, што значи да нема изражених избочина за простор мотора и гепека. Пртљажни простор се налази унутар кабине иза задњих седишта, а возило може бити опремљено са 5 до 8 седишта. Често се користе и као доставна возила тако да се из њих изваде један или два реда задњих седишта. Минивенови по величини се деле на мале, средње и велике. Теретна возила (која се називају и лака комерцијална возила) првенствено су дизајнирана за превоз терета и стога немају задња седишта.

### Ј−сегмент
Ј−сегмент је европски сегмент за путничке аутомобиле описан као sport utility cars (укључујући теренска возила). Обухвата широку категорију возила која се крећу од кросовера (заснованих на платформи путничких аутомобила), спортских теретних возила (заснованих на платформи лаких камиона) и теренских возила.
Возила обухваћена Ј сегментом развила су се из раних теренских возила, међутим, последњих година већина возила сегмента Ј заснива се на платформама путничких аутомобила и често имају ограничену теренску способност. Кросовер по величини могу бити мали/супермини (Б−сегмент), компактни, средњи и велики/луксузни (Ф−сегмент).